# Cânion de Monterey

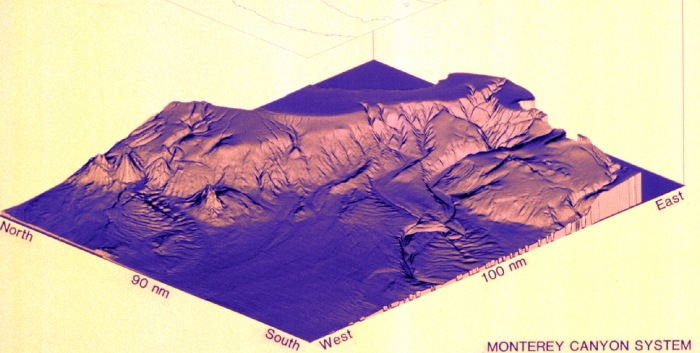
Imagem de computador 3D da NOAA representando o sistema Monterey Canyon

O Cânion de Monterey é um desfiladeiro submarino localizado na Baía de Monterey, na Califórnia, com paredes íngremes medindo 1,6 km de altura e profundidade que rivaliza com a profundidade do próprio Grand Canyon. É o maior cânion submarino desse tipo ao longo da costa oeste do continente norte-americano e foi formado pelo processo de erosão subaquática. 
O Monterey Canyon começa em Moss Landing, que está situado ao longo do meio da costa da Baía de Monterey e se estende horizontalmente 150 km sob o Oceano Pacífico, onde termina na planície abissal do Monterey Canyon, atingindo profundidades de até 3.600 m abaixo do nível da superfície em sua foz a jusante.
Embora o processo de erosão por corrente de turbidez que uma vez esculpiu o submarino Monterey Canyon seja amplamente conhecido, a causa da grande profundidade e extensão do cânion, obviamente esculpido há milhões de anos, e o tamanho incomumente grande do depósito sedimentar (leque) em sua foz subaquática, têm sido motivo de algumas especulações. Normalmente, cânions submarinos dessa profundidade e comprimento, que cortam uma plataforma continental até certo ponto, e com leques sedimentares tão grandes anexados, são formados apenas quando alinhados para receber as saídas de rios muito grandes, como o Mississipi ou o Amazonas, e tais cânions não são normalmente encontrados alinhados com rios de fluxo relativamente baixo, como o Rio Salinas. A teoria dominante é que se trata da saída remanescente de um rio maior que pode ter drenado o Vale Central, possivelmente até mesmo através da Bacia Hidrográfica da Área de Los Angeles (lembrando que o cânion se moveu constantemente para noroeste devido à ação de falhas ao longo da falha de San Andreas). Pesquisas recentes apoiam a última devido ao processo químico de depósitos de ferro-manganês em montes submarinos perto do Canyon, indicando uma origem sedimentar do sul da Sierra Nevada ou da Bacia e Cordilheira ocidentais. Acredita-se que o rio Salinas tenha sido a saída do lago pré-histórico Corcoran, que outrora ocupou grande parte do vale. A Unidade Turbidítica Superior do leque submarino de Monterey pode ter se formado logo após o Lago Corcoran encontrar uma nova saída e ter sido drenado catastroficamente através do que é hoje a Baía de São Francisco, quando o sedimento do antigo leito do lago foi levado para sua nova saída e depois para a Baía de Monterey pela deriva litorânea.